# Тьосю-хан
Чьошю-хан (яп. 長州藩, ちょうしゅうはん; 1600 — 1871) — хан періоду Едо у провінціях Наґато і Суо (сучасна префектура Ямаґучі). 
Відомий також як Хаґі-хан (яп. 萩藩, はぎはん) та Суо-Ямаґучі-хан (яп. 周防山口藩, すおうやまぐちはん).
Володар хану — рід Морі, статус якого відповідав тодзама даймьо. Головна резиденція знаходилась у замку Хаґі, сучасному місті Хаґі префектури Ямаґучі. У 17 — 18 століттях офіційний дохід хану дорівнював близько 369 000 коку, а реальний — 750 000 коку. У середині 19 століття реальний дохід перевищив 1 000 000 коку.

## Правителі
| №  | Українською   | Японською | Мон | Статус  | Період      | Дохід   |
| -- | ------------- | --------- | --- | ------- | ----------- | ------- |
| 1  | Морі Хіденарі | 毛利秀就  |     | тодзама | 1600 — 1651 | 369 000 |
| 2  | Морі Цунахіро | 毛利綱広  |     | тодзама | 1651 — 1682 | 369 000 |
| 3  | Морі Йошінарі | 毛利吉就  |     | тодзама | 1682 — 1694 | 369 000 |
| 4  | Морі Йошіхіро | 毛利吉広  |     | тодзама | 1694 — 1707 | 369 000 |
| 5  | Морі Йошімото | 毛利吉元  |     | тодзама | 1707 — 1731 | 369 000 |
| 6  | Морі Мунехіро | 毛利宗広  |     | тодзама | 1731 — 1751 | 369 000 |
| 7  | Морі Шіґенарі | 毛利重就  |     | тодзама | 1751 — 1782 | 369 000 |
| 8  | Морі Харучіка | 毛利治親  |     | тодзама | 1782 — 1791 | 369 000 |
| 9  | Морі Наріфуса | 毛利斉房  |     | тодзама | 1791 — 1809 | 369 000 |
| 10 | Морі Наріхіро | 毛利斉熙  |     | тодзама | 1809 — 1824 | 369 000 |
| 11 | Морі Нарімото | 毛利斉元  |     | тодзама | 1824 — 1836 | 369 000 |
| 12 | Морі Наріхіро | 毛利斉広  |     | тодзама | 1836        | 369 000 |
| 13 | Морі Такачіка | 毛利敬親  |     | тодзама | 1836 — 1869 | 369 000 |
| 14 | Морі Мотонорі | 毛利元徳  |     | тодзама | 1869 — 1871 | 369 000 |